# Sebastian Langkamp
Sebastian Langkamp (Speyer, 1988.január 15. –) német labdarúgó. A profi karrierjét 2009 március 1-jén kezdte meg a Bundesligában a VfB Stuttgart színeiben a Karlsruher SC ellen. Testvére, Matthias Langkamp szintén profi labdarúgó. Jelenleg a Perth Glory játékosa.

## Karrierje

### Hertha BSC
2013 júliusában 1,75 millió euróért hagyta el előző csapatát és igazolt a Herthához. A csapatban a 2013-14-es Bundesligában szerepelt először pont volt csapata, az FC Augsburg ellen. A meccs végeredménye 3-1 a berlini csapat javára. A 2014–15-ös szezon elején megsérült, nagyjából év végéig nem térhet vissza a pályára.

## Válogatottban
2006. március 14-én Frank Engel pályára küldte Langkampot, aki ezzel 18 évesen, 1 hónaposan és 27 naposan lett U18-as válogatott. Nagyjából két és fél évvel később az U21-es csapatban is bemutatkozhatott. Két Európa-bajnoki selejtezőt és három barátságos összecsapást játszott az U21-eseknél.